# Veliki Trnovac
Veliki Trnovac (Albanees:Tërnoci i Madh; Servisch cyrillisch;Велики Трновац) is een plaats in de Servische gemeente Bujanovac. De plaats telt 6762 inwoners (2002).